# Mahoraba
Mahoraba (まほらば?) è un manga del 2000 di Akira Kojima trasformato successivamente in un anime di 26 episodi nel 2005. Appartenente al genere della commedia ambientata in un complesso di appartamenti, del tipo visto in Maison Ikkoku, ha una variante importante nella storia che riguarda i disordini della personalità che affliggono la protagonista.

## Trama
Ryūshi Shiratori è un ragazzo mite e amichevole che si trasferisce nel complesso di appartamenti Narutaki-So, gestito dalla bella Aoba Kozue, una studentessa che sembra riconoscere il ragazzo e avere un debole per lui. Durante la prima sera, Ryūshi conosce anche gli altri abitanti del complesso, persone piuttosto stravaganti caratterizzate ognuna da un comportamento particolare. A questo punto scopre però che la persona più strana in realtà è la stessa Kozue. Infatti se questa subisce uno shock cambia radicalmente personalità e a farne le spese sarà proprio Ryūshi.

## Personaggi principali

### Personalità di Kozue
Kozue Aoba (蒼葉梢?, Aoba Kozue)
Doppiata da: Satomi Arai
Cugina di secondo grado di Ryūshi, è la manager degli appartamenti Narutaki-So da quando ha perso i genitori in un incidente. Sempre disponibile e sorridente ha una vera e propria passione per gli umeboshi. Il suo unico problema è che ha sviluppato diverse personalità, alcune completamente opposte alla sua, mentre altre più mansuete, ma altrettanto problematiche. Non sa però di avere questo problema.
Saki Akasaka (赤坂早紀?, Akasaka Saki)
Doppiata da: Satomi Arai
Un maschiaccio, costantemente in collera con Ryūshi, ma nasconde un lato gentile e fondamentalmente risulterà attratta dal ragazzo. Il suo punto debole è il liquore: basta solo l'odore per farle perdere i sensi.
Nanako Kanazawa (金沢魚子?, Kanazawa Nanako)
Doppiata da: Satomi Arai
La personalità di una bambina di sei anni, si affeziona immediatamente a Ryūshi.
Chiyuri Midorikawa (緑川千百合?, Midorikawa Chiyuri)
Doppiata da: Satomi Arai
Maniaca dell'abbigliamento e del cosplay, obbliga le persone a indossare abiti secondo il suo gusto, anche con la forza.
Natsume Konno (紺野棗?, Konno Natsume)
Doppiata da: Satomi Arai
Talmente timida da non parlare con nessuno, si sblocca soltanto con Ryūshi. Sembra conoscere alla perfezione diversi trucchi di magia.

### Inquilini di Narutaki-So
Ryūshi Shiratori (白鳥隆士?, Shiratori Ryūshi)
Doppiato da: Ryōko Shiraishi
Tipico ragazzo mite degli anime, è sempre disponibile e questo gli causa non pochi problemi. Vorrebbe diventare un disegnatore di libri per bambini ma i frequenti party nella sua stanza organizzati dai vicini invadenti vanno ad influire sul suo andamento scolastico.
Tamami Chanohata (茶ノ畑珠実?, Chanohata Tamami)
Doppiata da: Yoshiko Horie
Amica e compagna di scuola di Kozue, ha una vera e propria ossessione per lei e finisce con l'odiare Ryūshi viste le attenzioni che Kozue gli dedica. È un membro del club di magia, anche se non lo frequenta e si scontra frequentemente con l'unico altro membro.
Megumi Momono (桃乃恵?, Momono Megumi)
Doppiata da: Masumi Asano
Organizza i party nell'appartamento di Ryūshi e ha lasciato l'università. Ha una relazione a distanza e solo quando legge le lettere del suo ragazzo si lascia andare. È appassionata di cinema e film di serie B, dimostra in seguito di avere grandi capacità al pianoforte.
Sayoko Kurosaki (黒崎沙夜子?, Kurosaki Sayoko)
Doppiata da: Mioko Fujiwara
La madre di Asami. Contrariamente alla figlia ha una personalità piuttosto oscura. Sembra molto egoista, persino nei confronti della figlia. Sebbene molto povera, si addormenta durante il lavoro casalingo lasciando che Asami se la cavi da sola. In realtà nasconde un passato completamente diverso.
Asami Kurosaki (黒崎朝美?, Kurosaki Asami)
Doppiata da: Umi Tenjin
Figlia adottiva di Sayoko, ha una personalità solare e allegra, anche nei momenti di difficoltà.
Yukio Haibara (灰原由起夫?, Haibara Yukio)
Doppiato da: Ken'yū Horiuchi
Ventriloquo, non parla mai se non attraverso il suo pupazzo Johnny. È anche uno scrittore.
Johnny Ryūsei (流星ジョニー?, Ryūsei Jonī)
Doppiato da: Ken'yū Horiuchi
Pupazzo di Yukio Haibara, è sempre molto diretto e tende a trattare male il proprio padrone, considerandolo un peso.

## Media

### Manga
Il manga, scritto e disegnato da Akira Kojima, è stato serializzato dal gennaio 2000 al luglio 2006 sulla rivista Monthly Gangan Wing edita prima da Enix e successivamente da Square Enix. I vari capitoli sono stati poi raccolti in dodici volumi tankōbon pubblicati dal 27 luglio 2001 al 27 luglio 2006.

#### Volumi
| Nº | Data di prima pubblicazione | Data di prima pubblicazione                                         | Data di prima pubblicazione |
| Nº | Giapponese                  | Giapponese                                                          |                             |
| -- | --------------------------- | ------------------------------------------------------------------- | --------------------------- |
| 1  | 27 luglio 2001              | ISBN 4-7575-0501-9                                                  |                             |
| 2  | 26 gennaio 2002             | ISBN 4-7575-0625-2                                                  |                             |
| 3  | 27 luglio 2002              | ISBN 4-7575-0750-X                                                  |                             |
| 4  | 25 dicembre 2002            | ISBN 4-7575-0848-4                                                  |                             |
| 5  | 27 settembre 2003           | ISBN 4-7575-1039-X (ed. regolare) ISBN 4-7575-1040-3 (ed. limitata) |                             |
| 6  | 27 dicembre 2003            | ISBN 4-7575-1115-9                                                  |                             |
| 7  | 27 settembre 2004           | ISBN 4-7575-1278-3                                                  |                             |
| 8  | 27 dicembre 2004            | ISBN 4-7575-1340-2 (ed. regolare) ISBN 4-7575-1329-1 (ed. limitata) |                             |
| 9  | 27 aprile 2005              | ISBN 4-7575-1415-8                                                  |                             |
| 10 | 27 novembre 2005            | ISBN 4-7575-1531-6                                                  |                             |
| 11 | 27 aprile 2006              | ISBN 4-7575-1675-4                                                  |                             |
| 12 | 27 luglio 2006              | ISBN 4-7575-1728-9                                                  |                             |

### Anime
Un adattamento anime intitolato Mahoraba ~Heartful days (まほらば ~Heartful days~?), prodotto da J.C.Staff e diretto da Shinichiro Kimura, è stato trasmesso in Giappone su TV Tokyo dal 10 gennaio 2004 al 27 giugno 2005 per un totale di ventisei episodi. Le sigle sono rispettivamente Daiji Da·I·Ji (大事▽Da·I·Ji?) cantata da Mio Saeki e Ryōko Shiraishi in apertura e Boku no SPEED de (僕のスピードで?) interpretata da Chihiro Yonekura in chiusura.

#### Episodi
| Nº | Giapponese 「Kanji」 - Rōmaji                                      | In onda          | In onda |
| Nº | Giapponese 「Kanji」 - Rōmaji                                      | Giapponese       |         |
| 1  | 「ようこそ鳴滝荘へ」 - Yōkoso narutakisō e                         | 10 gennaio 2004  |         |
| 2  | 「大家さんのひみつ」 - Ooya-san no himitsu                         | 17 gennaio 2005  |         |
| 3  | 「たいせつな場所」 - Taisetsu na basho                             | 24 gennaio 2005  |         |
| 4  | 「ぬくぬく」 - Nukunuku                                            | 31 gennaio 2005  |         |
| 5  | 「ネガポジ」 - Negapoji                                            | 7 febbraio 2005  |         |
| 6  | 「珠チェック」 - Tama Chekku                                       | 14 febbraio 2005 |         |
| 7  | 「かくれんぼ」 - Kakurenbo                                         | 21 febbraio 2005 |         |
| 8  | 「おかいモノ」 - Okaimono                                          | 28 febbraio 2005 |         |
| 9  | 「これくと！」 - Koreku to!                                        | 7 marzo 2005     |         |
| 10 | 「スケッチ」 - Suketchi                                            | 14 marzo 2005    |         |
| 11 | 「想い…」 - Omoi...                                                | 27 marzo 2005    |         |
| 12 | 「夏だ！水着だ！海水浴だ！」 - Natsu da! Mizugi da! Kaisuiyoku da! | 28 marzo 2005    |         |
| 13 | 「鳴滝壮のタカラモノ」 - Narutakisō no takaramono                  | 4 aprile 2005    |         |
| 14 | 「夏の終わりに」 - Natsu no owari ni                               | 11 aprile 2005   |         |
| 15 | 「…かも」 - ...Kamo                                                | 18 aprile 2005   |         |
| 16 | 「千客万来」 - Sen kyaku ban rai                                   | 25 aprile 2005   |         |
| 17 | 「そらのいろ」 - Sora no iro                                       | 25 aprile 2005   |         |
| 18 | 「にゃーにゃーにゃー」 - Nya nya nya                               | 2 maggio 2005    |         |
| 19 | 「みんなの一日」 - Minna no ichinichi                              | 9 maggio 2005    |         |
| 20 | 「学園祭にて」 - Gakuensai nite                                    | 16 maggio 2005   |         |
| 21 | 「親・子」 - Oya ko                                                | 23 maggio 2005   |         |
| 22 | 「大事…」 - Daiji...                                               | 30 maggio 2005   |         |
| 23 | 「紅葉の中で」 - Momiji no naka de                                 | 6 giugno 2005    |         |
| 24 | 「すず」 - Suzu                                                    | 13 giugno 2005   |         |
| 25 | 「告げる夜」 - Tsugeru yoru                                        | 20 giugno 2005   |         |
| 26 | 「まほらば」 - Mahoraba                                            | 27 giugno 2005   |         |